# 1480 Aunus
1480 Aunus è un asteroide della fascia principale. Scoperto nel 1938, presenta un'orbita caratterizzata da un semiasse maggiore pari a 2,2025835 UA e da un'eccentricità di 0,1085114, inclinata di 4,86395° rispetto all'eclittica.
L'asteroide prende il nome dall'esonimo finlandese della regione di Olonec, oggi in Russia, oltre ad essere il nome di un nipote dello scopritore.